# Rhadinaea fulvivittis
La hojarasquera rayada parda (Rhadinaea fulvivittis) es una especie de serpiente perteneciente a la familia Dipsadidae. 

## Clasificación y descripción
Es una culebra de talla mediana, puede alcanzar una longitud de hocico a cloaca de 320 mm, la cola es moderadamente larga, aproximadamente el 38 al 46 % de la longitud total del cuerpo, en machos es más larga. Ojos moderadamente grandes con pupila redonda. La cabeza es estrecha y ligeramente distintiva del cuello. Tiene 17 hileras de escamas dorsales lisas. Fosetas apicales ausentes. Escama anal dividida.
El color del cuerpo es color café claro en el cual existen tres bandas cafés oscuro con los bordes negros, las bandas laterales se originan desde la punta del hocico continuando por toda la región lateral perdiéndose hasta casi el final de la punta de la cola. Las bandas laterales se encuentran confinadas a la cuarta hilera de escamas y la mitad de las adyacentes. La banda dorsal abarca tres hileras de escamas y la mitad de las adyacentes y una línea oscura corre longitudinalmente por toda la escama vertebral a la mitad de esta banda. El vientre es color crema inmaculado.

## Distribución
Esta especie es endémica de México y se distribuye en Oaxaca, al sureste de Puebla y centro de Veracruz. Se ha registrado en las zonas montañosas del Valle de Cuicatlán.

## Hábitat
Esta especie es común en los bosques de Quercus y pino-encino a una altitud de 2,190 a 2,675 m s. n. m. Es de hábitos diurnos y terrestres; se han documentado desplazándose sobre hojarasca y refugiadas debajo de rocas o troncos. Su alimentación consiste en salamandras del género Thorius. Su modo de reproducción es ovíparo.

## Estado de conservación
Se encuentra catalogada como vulnerable (VU) en la IUCN.